# 吉田覚
吉田 覚（よしだ さとる）は、日本の漫画家。新潟県出身。作品に『働かないふたり』がある。働かないふたり単行本18巻巻末の描き下ろし漫画で沖縄に引っ越したこと、単行本24巻巻末の描き下ろし漫画で沖縄から別府に引っ越したことを公表している。さらに単行本29巻巻末の描き下ろし漫画で、別府から福岡へ引っ越したことを公表している。

## 作品リスト

### 連載
- 働かないふたり（『くらげバンチ』2013年12月20日[3] - 連載中） - もともとは吉田のブログに掲載されていた作品。

### 読み切り
- 彼方の街 退屈な夏（『Fellows!』volume6、2009年） - デビュー作[4]。
- 真夏の亡霊チキンレース（『Swimsuits Fellows!』、2009年）
- コーポ田中の序列（『Fellows!』volume9、2010年）
- チャイナホール・ロマンス（『チャイナフェローズ』）
- 岸本貞夫の終わりなき胸キュン地獄（『Fellows!』volume13、2010年）
- 桃色ヤンキーラジオ（『Fellows!』volume15、2011年）
- 東京もぐらスタイル（『Fellows!』volume16D、2011年）
- 幼い頃から馴染みのふたり（『Fellows!』volume19、2011年）
- ノアズアイランド（『Fellows!(Q)』Quiet、2011年）
- 我らが女王は今日もこの奥で…（『Fellows!(Q)』Queen、2012年）
- エロキネシス（『Fellows!』volume24購入特典小冊子『サイレントフェローズ』[5]、2012年）
- 風邪バケーション（『Fellows!(Q)』Q.E.D.、2012年）
- ニート飯（『月刊コミック@バンチ』2015年7月号別冊付録『いただきますバンチ』[6]）

### アンソロジー
- Swimsuits Fellows! 2009（2009年8月12日発売[7]）
- 少女終末旅行 公式アンソロジー（2017年10月13日発売[8]）
- コミティア2020支援アンソロジー"continue"（2020年9月21日発売[9]）

### その他
- テレビアニメ「少女終末旅行」公式設定資料集（2018年3月28日発売） - イラスト[10]。

### 書籍
- 清新作品集 12連休（エンターブレイン、ビームコミックス、2013年3月15日発売[11]、ISBN 978-4-04-728708-2、全1巻[12]） - 短編集。
  - 「彼方の街 退屈な夏」「真夏の亡霊チキンレース」「コーポ田中の序列」「チャイナホール・ロマンス」「岸本貞夫の終わりなき胸キュン地獄」「桃色ヤンキーラジオ」「東京もぐらスタイル」「幼い頃から馴染みのふたり」「ノアズアイランド」「我らが女王は今日もこの奥で…」「エロキネシス」「風邪バケーション」、「コーポ田中の真夏日」（描きおろし）収録[11]。
- 働かないふたり（新潮社、バンチコミックス、2014年 - 、既刊35巻）